# Tomislav Fačini
Tomislav Fačini, hrvaški dirigent, * 26. april 1975, Zagreb.
Dirigiranje je doštudiral leta 1996 na Akademiji za glasbo v Zagrebu pri  Igorju Gjadrovu. Izpopolnjeval se je v Milanu in Karlsruheju. 
Fačini je šef dirigent orkestra hrvaške vojske, umetniški vodja festivala »Večeri v Sv. Donatu« v Zadru in je bil asistent Vjekoslava Šuteja na Akademiji za glasbo v Zagrebu.